# Medet
Medet ist ein Dorf im Landkreis Tavas der türkischen Provinz Denizli. Medet liegt etwa 51 km südwestlich der Provinzhauptstadt Denizli und 11 km südwestlich von Tavas. Medet hatte laut der letzten Volkszählung 356 Einwohner (Stand Ende Dezember 2010).
Bei dem Dorf liegen die Überreste der antiken Stadt Apollonia Salbakes.